# ティア・ギルモア
ティア・ギルモア（Thea Gilmore、1979年11月25日 - ）は、イングランドのシンガーソングライター。アフターライト（Afterlight）の名でも知られる。
レコーディング・スタジオで働き始め、そこで音楽プロデューサーのナイジェル・ストニエと出会った。

## キャリア
ギルモアはオックスフォードでアイルランド人の両親のもとに生まれ、オックスフォードシャーのノースアストンの村に住んでいた。ボブ・ディラン、ジョニ・ミッチェル、ビートルズの作品を含む父親のレコード・コレクションを耳にして音楽に興味を持つようになった。その後、エルヴィス・コステロ、トム・ウェイツ、ザ・リプレイスメントなどを聴いていた。常に詩や物語を書き、15歳で真剣に歌を書き始めた。
ギルモアは、1998年にティーンエイジャーでファースト・アルバム『Burning Dorothy』をリリースし、その後の4年間でさらに高評価となるアルバムをリリースし、イギリスの音楽プレスから評価されたが、チャートでは成功しなかった。
2002年、ギルモアはケリー・ホワイルと共に、マーティン・オールコックやジョン・カークパトリック、ロビー・マッキントッシュ、マイケル・マッゴールドリック、サイモン・スウォーブリックといったミュージシャンたちを迎えて、リール・アンド・ソウル・アソシエーションのリード・ボーカルを担当した。このプロジェクトは、アメリカのソウルとブリティッシュ・フォーク・ミュージックをミックスさせたものだった。グループ名と同名タイトルのアルバムはメインストリームでかなりの注目を集め、BBCの『Top of the Pops2』を含む多数のテレビ出演やラジオ放送をもたらした。
ギルモアは2003年8月に『Avalanche』をリリースして23歳でようやく突破口を開き、これが全英アルバムチャートで初登場62位となった自身最初のアルバムとなり、2つのマイナーヒット・シングル「Juliet (Keep That in Mind)」と、地元のヴァージン・メガストアで撮影された低予算のミュージックビデオを制作したことで高い評価を得た「Mainstream」を生み出した。このビデオは、BBCの主力音楽番組『Top of the Pops2』で公開された。
2004年、フォークシンガーのジョーン・バエズは、米国大統領選挙に至るまでのツアー中に、ギルモアを個人的に招待した。2005年、ギルモアはツアーを続け、デビュー以来初めてニュー・アルバムをリリースしなかった（カバー・コレクション『Loft Music』は2004年に一般発売された）。
ギルモアは2年半の間、新曲がなく、2006年8月にアルバム『Harpo's Ghost』をリリースしてようやくレコーディングに戻った。これは、長年の独立レーベルからのリリースの後、メジャー・レーベルであるサンクチュアリ・レコードでの彼女の最初のアルバムとなった。アルバムは再び音楽プレスから高く評価され、イギリスのラジオはシングル「Cheap Tricks」を支持した。
2006年11月14日、ギルモアは最初の子供となる息子のイーガンを出産した。妊娠中の秋にイギリス・ツアーを実施している。
『Harpo's Ghost』のリリース後、それまでのマネージャーと別れ、サンクチュアリ・レコードを離れ、2007年3月のイギリス・ツアーでEP『The Threads』を発売し、その後はウェブサイトで発売された。
2008年5月19日、Fruitcake Records（Fullfill経由でUniversal Recordsから配布）は、ジョーン・バエズ、デイヴ・マッケイブ、エリン・マキューンをフィーチャーしたギルモアの8枚目のアルバムである『Liejacker』をリリースした。5月12日には、マッケイブとのデュエットであるシングル「Old Soul」が先行発売されている。2008年6月、アメリカのライコディスク（ワーナー）と契約した。『Liejacker』は、2008年9月23日にアメリカでリリースされた。
ティアの最初のライブ・アルバム『Recorded Delivery』は、2009年5月25日に「Fullfill / Universal」からリリースされた。2006年と2008年のイギリス公演からレコーディングされており、アルバムの前半はアコースティックで、後半はフル・バンドのエレクトリック・サウンドとなっている。2009年7月、年間サブスクリプション・サービス/ファンクラブに向けて『Angels in the Abattoir』をリリースした。2009年を締めくくり、クリスマスと冬をテーマにした楽曲を集めたアルバム『Strange Communion』をリリースした。このアルバムには、ギルモアやストニエが書いた8曲のオリジナルと、オノ・ヨーコの「リッスン、ザ・スノウ・イズ・フォーリング (ほら、聞いてごらん、雪が降っているよ)」とエルヴィス・コステロの「聖ステファンの日殺人事件」の2曲のカバー曲が収められている。
2010年10月からギルモアと彼女のバンドはイギリス・ツアーに参加し、良い評価を得た。
2011年1月、ギルモアはグラスゴー・ロイヤル・コンサート・ホールでのボブ・ディラン生誕70周年を祝うトリビュート・コンサートに出演した。彼女は「哀れな移民」と「戦争の親玉」のカバーバージョンを演奏した。その後、ギルモアは音楽プロデューサーで夫のストニエとともにスタジオに入り、ディランの『ジョン・ウェズリー・ハーディング』のオリジナル・リリースで見つかったトラックのセット全体を録音した。アルバム（『ジョン・ウェズリー・ハーディング』とも呼ばれる）は2011年5月23日にリリースされた。
2011年には故サンディ・デニーとのコラボレーション・アルバム『Don't Stop Singing』がリリースされ、2012年にはこのアルバムからCDシングル「London」がリリースされた（そして、チームGBの2012年ロンドン五輪でのメダル受賞者をモンタージュするBBCの報道番組で取り上げられた）。このシングルは、4月21日にレコード・ストア・デイ限定7インチ・シングルとしても発売されている。
2011年7月、次男アッシャーを出産した。
2013年、新曲からなるニュー・アルバム『Regardless』をリリースし、評論家の称賛と、BBC Radio 2への数多くの出演を得た。
2015年5月に『GhostsAnd Graffiti』がリリースされたが、これは4曲の新曲と、彼女の過去のレパートリーから新たに録音された6曲からなる回顧録となっている。
2017年6月にクッキング・ヴァイナル・レコードからアルバム『The Counterweight』をリリースした。2019年には『スモール・ワールド・ターニング』が続いた。
2018年以来、ギルモアはクラウドファンディングのウェブサイト「Patreon」を介して、新曲とキャリア初期のレア音源の両方の音楽をリリースしている。

## ディスコグラフィ

### アルバム
- Burning Dorothy (1998年)
- The Lipstick Conspiracies (2000年)
- Rules For Jokers (2001年)
- Songs from the Gutter (2002年)
- Avalanche (2003年) ※全英63位[15]
- Loft Music (2004年)
- Harpo's Ghost (2006年) ※全英69位[15]
- Liejacker (2008年)
- Recorded Delivery (2009年) ※ライブ
- Strange Communion (2009年)
- Murphy's Heart (2010年) ※全英70位[15][16]
- John Wesley Harding (2011年)
- Don't Stop Singing (2011年) ※with サンディ・デニー。全英89位[15]
- Regardless (2013年) ※全英39位[15]
- Ghosts and Graffiti (2015年) ※全英39位[15]
- The Counterweight (2017年) ※全英40位[15]
- Extended Playground (2017年)
- 『スモール・ワールド・ターニング』 - Small World Turning (2019年) ※全英45位[15]

### EP
- Instead of the Saints (1998年)
- As If EP (2001年) ※限定盤
- The Threads EP (2007年) ※限定盤
- Beginners EP (2012年) ※限定盤
- Girl Mercury EP (2015年) ※限定盤
- The New Tin Drum (2017年) ※限定盤

### シングル
- "Saviours and All" (2001年)
- "Fever Beats" (2002年)
- "Juliet (Keep That in Mind)" (2003年) ※全英35位[15]
- "Mainstream" (2003年) ※全英50位[15]
- "Cheap Tricks" (2006年)
- "Old Soul" (2008年)
- "You Spin Me Right Round" (2008年)
- "That'll Be Christmas" (2009年)
- "You're The Radio" (2010年)
- "Teach Me to Be Bad" (2010年)
- "London" (サンディ・デニー作詞、2012年) ※全英86位[15]
- "Love Came Looking for Me" (2013年)
- "Live Out Loud" (2015年)

### DVD
- Harpo's Ghost (2006年) ※3曲収録、アコースティック・パフォーマンス